# Blackout (album de Scorpions)
Pour les articles homonymes, voir Blackout.
Albums de Scorpions
Animal Magnetism
(1980) Love at First Sting
(1984)
Singles
1. No One Like You
Sortie : 22 mars 1982
2. Can't Live Without You
Sortie : 24 mai 1982

Blackout est le huitième album studio du groupe de hard rock allemand Scorpions. Il est sorti le 29 mars 1982 sur le label EMI/Harvest Records en Europe et Mercury Records en Amérique du Nord et a été produit par Dieter Dierks. Il est l'album qui a réellement fait connaître le groupe au niveau international.

## Historique

### Enregistrement
Exceptionnellement, Blackout n'est pas enregistré en Allemagne (seul le mixage de l'album et quelques enregistrements additionnels sont effectués en Allemagne, aux Dierks Studios à Cologne), mais en France, plus précisément dans la Villa San Pecaïre à Grasse, près de Nice. Pour la prise de son, la batterie est placée dans la salle à manger face à la cheminée, tandis que les guitares sont à l'étage, dans la bibliothèque. De cette atmosphère "très relaxante", selon Meine, va naître l'album le plus hard rock des Scorpions. 
Pourtant, Blackout a failli ne jamais voir le jour : en 1981, période de pleine production, à l'issue de la tournée mondiale pour promouvoir l'album précédent, Animal Magnetism, Klaus Meine perd sa voix et doit subir deux opérations, suivies d'une thérapie spéciale pour ses cordes vocales.
Les autres membres du groupe se trouvent alors face à un dilemme crucial pour la suite de leur carrière : attendre la guérison de Klaus ou changer de chanteur. Un temps, Don Dokken (futur leader du groupe Dokken) est pressenti , mais ce dernier n'enregistre que des démos qui ne seront finalement pas utilisées et, avec le soutien du groupe, Klaus Meine va retrouver sa position de chanteur. C'est seulement en février 1982 qu'il peut retourner en studio et mettre la touche finale à l'album qui va connaître un succès mondial et confirmer Scorpions comme une valeur sûre de la scène hard-rock.

### Description
Blackout contient plusieurs grands classiques du groupe, à commencer par la chanson portante de tout l'album, No One Like You qui connaît un grand succès, et passe en boucle sur toutes les radios notamment aux États-Unis où elle se classe 1re du Mainstream Rock Chart. Le clip vidéo qui accompagne le single est tourné dans la fameuse prison d'Alcatraz, avec, entre autres, une vraie chaise électrique.
Les titres Blackout (qui ouvre l'album) et Dynamite ainsi que la ballade When the Smoke Is Going Down, qui clôt l'album, sont les trois autres classiques que contient Blackout. Pour la chanson China White, Rudolf Schenker ne sachant quel solo choisir des deux qu'il avait composés, la version américaine de l'album et celle européenne ont chacune un solo différent. Les paroles de la chanson Arizona, écrites par Herman Rarebell, sont autobiographiques, tandis que celles de Can't Live Without You font référence au public lors des concerts du groupe.
La pochette, indissociable de l'album, présente un autoportrait de l'artiste autrichien Gottfried Helnwein. Lors des concerts, exclusivement sur le titre éponyme, Rudolf Schenker porte un masque à l'effigie de la pochette de l'album, et utilise une guitare électrique dotée d'un pot d'échappement.

### Réception
Blackout est considéré comme le meilleur album hard rock des Scorpions. Il se classe à la 10e place du Billboard 200 aux États-Unis où il est certifié disque de platine en 1984. Il se classe 1er dans les charts en France pendant quatre semaines consécutives et obtient un disque d'or pour plus de cent mille albums vendus. En Allemagne, il se classe à la 10e place des charts. Il restera l'album le plus populaire du groupe jusqu'en 2022, où il sera détrôné par Rock Believer. 
Pour Klaus Meine, chanteur du groupe, "Blackout est l'un des trois plus importants albums des Scorpions".

## Liste des titres
Toute la musique est composée par Rudolf Schenker.
| 1. | Blackout               | Klaus Meine, Herman Rarebell, Sonja Kittelsen | 3:47 |
| 2. | Can't Live Without You | Meine                                         | 3:44 |
| 3. | No One Like You        | Meine                                         | 3:58 |
| 4. | You Give Me All I Need | Rarebell                                      | 3:36 |
| 5. | Now!                   | Meine, Rarebell                               | 2:35 |

| 6. | Dynamite                     | Meine, Rarebell | 4:10 |
| 7. | Arizona                      | Rarebell        | 3:51 |
| 8. | China White                  | Meine           | 6:59 |
| 9. | When The Smoke Is Going Down | Meine           | 3:51 |

Titres bonus de la réedition Deluxe 2015
| No  | Titre                                          | Auteur                     | Musique                 | Durée |
| --- | ---------------------------------------------- | -------------------------- | ----------------------- | ----- |
| 10. | Blackout (Démo version)                        | Meine, Rarebell, Kittelsen | Schenker                | 4:03  |
| 11. | Running for the Plane (démo, titre inédit)     | Meine                      | Schenker                | 4:07  |
| 12. | Sugar Man (démo, titre inédit)                 | Meine                      | Schenker, Matthias Jabs | 4:22  |
| 13. | Searching for the Rainbow (démo, titre inédit) | Meine                      | Schenker                | 3:56  |

## Composition du groupe
- Klaus Meine - chant
- Rudolf Schenker - guitare rythmique, guitare solo sur les pistes 4, 8 et 9, chant secondaire sur les pistes 1, 2 et 8
- Matthias Jabs - guitare solo, guitare rythmique sur les pistes 4, 8 et 9
- Francis Buchholz - basse
- Herman Rarebell - batterie
- Produit par Dieter Dierks pour le compte de Breeze Music

## Charts  & certifications

### Album
Charts
| Pays         | Durée du classement | Meilleur classement | Date             |
| ------------ | ------------------- | ------------------- | ---------------- |
| Allemagne    | 24 semaines         | 10e                 | 12 avril 1982    |
| Belgique (W) | 2 semaines          | 95e                 | 14 novembre 2015 |
| Canada       | 12 semaines         | 11e                 | 29 mai 1982      |
| États-Unis   | 74 semaines         | 10e                 | 29 mai 1982      |
| France       | 68 semaines         | 1er                 | 3 mai 1982       |
| Pays-Bas     | 2 semaines          | 45e                 | 27 mars 1982     |
| Royaume-Uni  | 11 semaines         | 11e                 | 10 avril 1982    |
| Suède        | 5 semaines          | 12e                 | 20 avril 1982    |
| Suisse       | 1 semaine           | 77e                 | 15 novembre 2015 |

Certifications
| Pays       | Certification | Ventes      | Date          |
| ---------- | ------------- | ----------- | ------------- |
| Canada     | Platine       | 100 000 +   | 1er juin 1984 |
| États-Unis | Platine       | 1 000 000 + | 8 mars 1984   |
| France     | Or            | 100 000 +   | 1982          |

### Singles
Charts
| Single                 | Chart                  | Durée du classement | Position | Date            |
| ---------------------- | ---------------------- | ------------------- | -------- | --------------- |
| No One Like You        | Single Top 100         | 9 semaines          | 40e      | 22 juillet 1982 |
| No One Like You        | RPM Top Singles        | 3 semaines          | 49e      | 17 juillet 1982 |
| No One Like You        | Hot 100                | 7 semaines          | 65e      | 17 juillet 1982 |
| No One Like You        | Mainstream Rock Tracks | 18 semaines         | 1er      | 29 mai 1982     |
| No One Like You        | Album Top 100          | 3 semaines          | 69e      | 7 juillet 1982  |
| No One Like You        | UK Singles Chart       | 4 semaines          | 64e      | 1er mai 1982    |
| Can't Live Without You | Mainstream Rock Tracks | 4 semaines          | 47e      | 19 juin 1982    |
| Can't Live Without You | Album Top 100          | 11 semaines         | 20e      | 26 mars 1982    |
| Can't Live Without You | UK Singles Chart       | 2 semaines          | 63e      | 24 juillet 1982 |

## Reprises
Les chansons suivantes de l'album ont été reprises par d'autres artistes :
- Blackout par Rob Halford et les groupes Stratovarius et Six Feet Under.
- "No One Like You" par le groupe Lagwagon.
- "When The Smoke Is Going Down" par le groupe System of a Down.